# Miszkowice

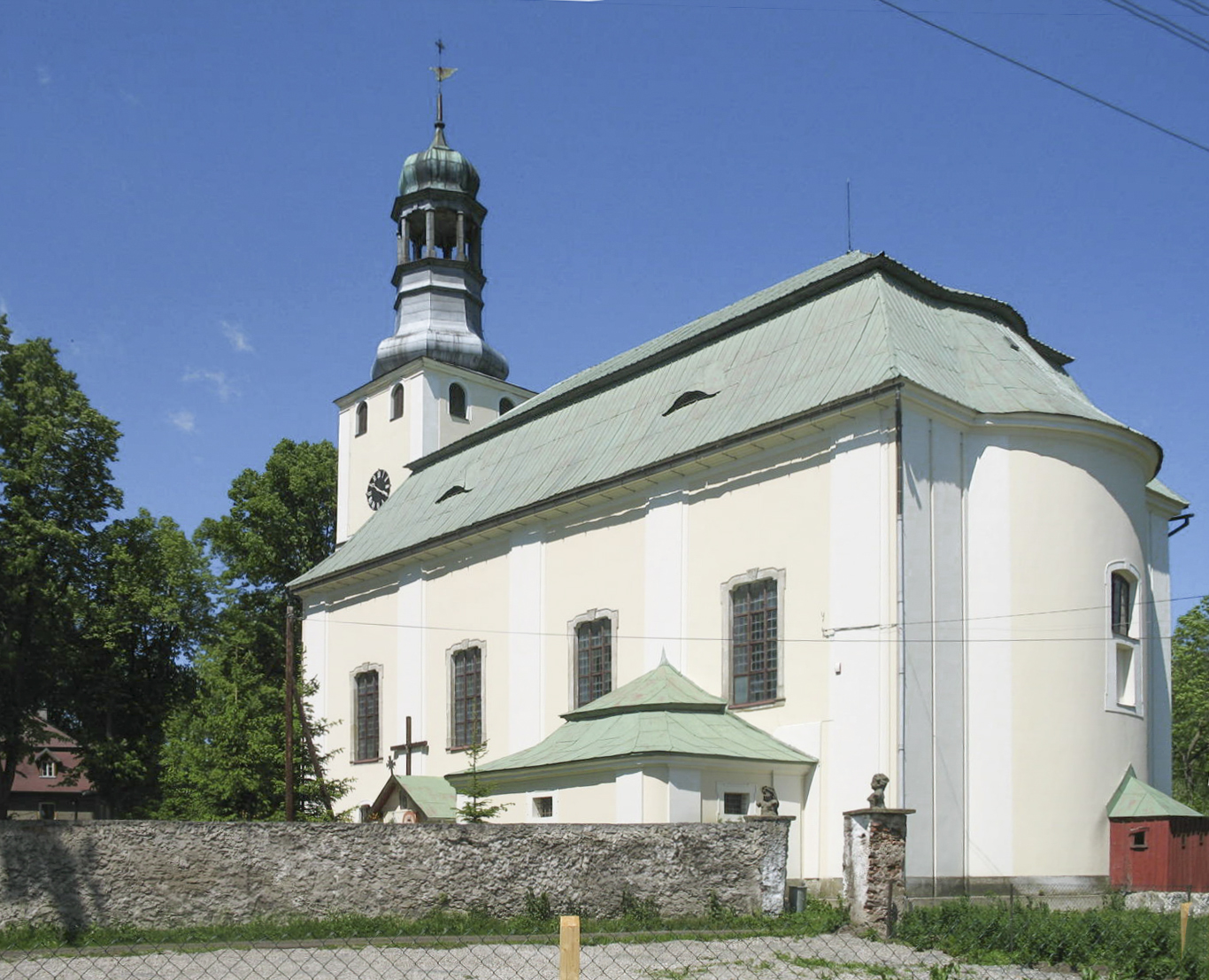
Kościół Wszystkich Świętych w Miszkowicach

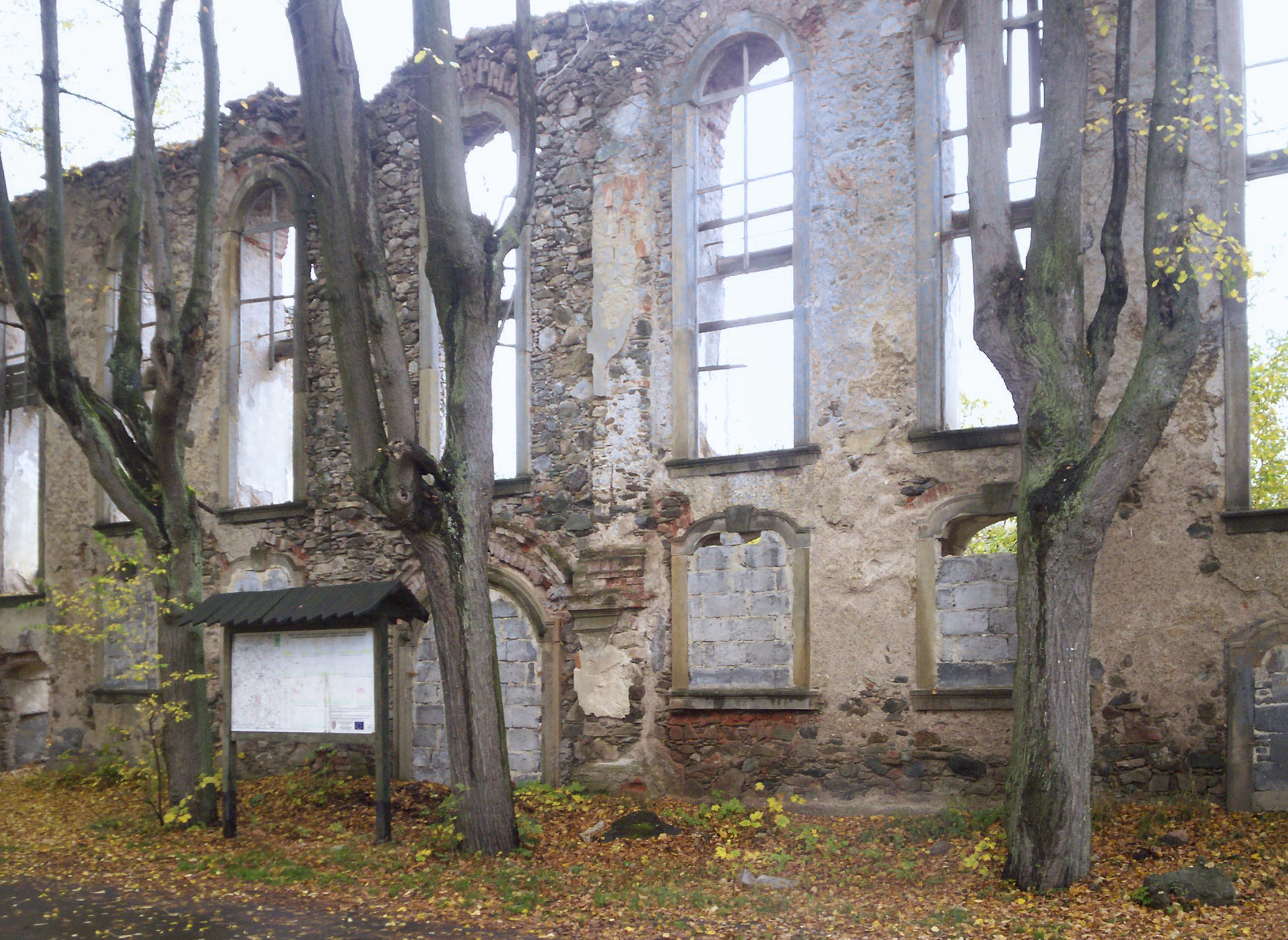
Ruiny kościoła ewangelickiego

Miszkowice (przed 1945 niem. Michelsdorf b. Liebau) – wieś w Polsce położona w województwie dolnośląskim, w powiecie kamiennogórskim, w gminie Lubawka.

## Położenie
Miszkowice to duża wieś łańcuchowa leżąca pomiędzy Grzbietem Lasockim a wzgórzami Bramy Lubawskiej, wzdłuż Złotnej, na wysokości około 530–560 m n.p.m.

## Podział administracyjny
W latach 1945–1954 siedziba gminy Miszkowice. W latach 1954–1972 wieś należała i była siedzibą władz gromady Miszkowice. W latach 1975–1998 miejscowość administracyjnie należała do województwa jeleniogórskiego.

## Historia
Pierwsza wzmianka o Miszkowicach pochodzi z 1289 roku. W 1747 wieś stała się własnością Kowar, był tu wtedy młyn oraz mieszkało 33 kmieci oraz 171 zagrodników i chałupników. W 1782 roku w miejscowości były 2 kościoły, młyn, papiernia, 2 bielniki oraz mieszkało 23 kmieci, 91 zagrodników i 81 chałupników. W XIX wieku wieś nadal rozwijała się pomyślnie. W 1845 roku było tu 188 budynków, w tym: 3 młyny, papiernia, 2 bielniki, wapiennik i 4 karczmy. Działało też 46 handlarzy, a we wsi było aż 360 wozów konnych, co świadczy o rozwiniętym transporcie i przewozach. W latach 1903–1905 w pobliżu wybudowano zbiornik przeciwpowodziowy Jezioro Bukowskie co przyczyniło się do rozwoju turystycznego Miszkowic. Po 1945 roku charakter miejscowości nie zmienił się, w 1993 roku było tu 81 gospodarstw rolnych.

## Zabytki
Do wojewódzkiego rejestru zabytków wpisane są obiekty:
- kościół parafialny pw. Wszystkich Świętych, z XV w., przebudowany w latach 1728-1729
- dawny kościół ewangelicki, z połowy XVIII w.
- cmentarz rzymskokatolicki, z drugiej połowy XVIII w., zmiany w połowie XIX w.
- zespół pałacowy, z drugiej połowy XVIII w.:
  - pałac
  - budynki gospodarcze
  - obora
  - stodoła
  - dwie bramy wjazdowe
- dom nr 125, z 1887 r.
- zabytkowa karczma z 1774 r., obecnie dom nr 132, szachulcowy

## Szlaki turystyczne
- Niedamirów granica[6]